# Рохас, Оскар Адриан
Оскар Адриан Рохас Кастильон (исп. Oscar Adrián Rojas Castillón; 2 августа 1981, Мехико, Мексика) — мексиканский футболист, полузащитник, выступал за сборную Мексики.

## Клубная карьера
Рохас — воспитанник столичной «Америки». 13 октября 2001 года в матче против «Селаи» он дебютировал в мексиканской Примере. Несмотря на роль резервиста в 2002 году Оскар стал чемпионом страны. В том же году для получения игровой практики он на правах аренды перешёл в «Сан-Луис». 4 августа 2002 года в матче против «Керетаро» Рохас забил свой первый гол в чемпионате Мексики. В 2004 году он вернулся в «Америку». В 2005 году Оскар во второй раз стал чемпионом страны, а через год выиграл Кубок чемпионов КОНКАКАФ. В 2012 году он на правах аренды перешёл в «Пачуку». 23 июля в матче против «Атланте» Рохас дебютировал за новую команду.
Летом 2013 года Оскар перешёл в «Пуэблу». 21 июля в матче против УНАМ Пумас он дебютировал за новый клуб. В 2015 году Рохас помог команде завоевать Кубок Мексики.

## Международная карьера
8 сентября 2005 года в отборочном матче чемпионата мира 2006 против сборной Панамы Рохас дебютировал за сборную Мексики. 11 июня 2009 года в поединке квалификации чемпионата мира 2010 против сборной Тринидада и Тобаго Оскар забил свой первый гол за национальную команду.

### Голы за сборную Мексики
| #   | Дата         | Место                   | Противник         | Результат | Счёт | Соревнование                     |
| --- | ------------ | ----------------------- | ----------------- | --------- | ---- | -------------------------------- |
| 01. | 11 июня 2009 | Ацтека, Мехико, Мексика | Тринидад и Тобаго | 5:1       | 5:1  | Чемпионат мира 2010 квалификация |

## Достижения
Командные
 «Америка»
- Чемпионат Мексики по футболу — Верано 2002
- Чемпионат Мексики по футболу — Клаусура 2005
- Обладатель Кубка чемпионов КОНКАКАФ — 2006

 «Пуэбла»
- Обладатель Кубка Мексики — 2015